# کاترین پرهس
کاترین پرهس (انگلیسی: Katrin Prühs؛ زادهٔ ۹ ژانویهٔ ۱۹۶۲) بازیکن فوتبال اهل آلمان است.
وی همچنین در تیم ملی فوتبال East Germany بازی کرده‌است.